# 飄流幻境Online
《飄流幻境Online》（英語：Wonderland Online）是由中華網龍研發並營運的一款2D Q版大型多人在線角色扮演遊戲，于2005年12月14日在台湾公测。游戏在中國大陸、美国、港澳都有运营。
游戏以荒岛求生为主题，玩家需要通过收集素材来探索世界。遊戲以古文明的幻想为题材，游戏包含了神秘的馬雅文化、復活島上的巨石雕像以及各種謎樣事件。而游戏画面也以日式风格著称。

## 概要

### 世界觀
游戏的故事开始于一场船难，幸存的人们漂流到了一个荒岛上。荒岛可以给人们提供各种资源，玩家则利用这些资源进行研发，并探索更远的世界。游戏世界是以地球为原型创作的，其中包括中国、埃及、玛雅和南极等地。

### 開發
游戏于2005年12月正式对公众开放。游戏采用中華網龍获利最大的2D游戏《吞食天地》的引擎。中華網龍總經理陳奎平表示，由于《吞食天地》有着固定的玩家群，因而两个游戏不会互相干扰。陳奎平还表示游戏1,000万新台币的开发成本并不高，可以满足公司“获利导向”的需求。在2006年5月16日，游戏资料片“初章”发布并宣布转为永久免费模式。继初章《黑暗的禁咒》后，台湾服务器又于2006年11月至2008年6月间发布了《精靈間的傳言》、《聖殿守護者》、《王者的榮耀》和《無界之門》四部资料片。
- 第一章《黑暗的禁咒》（開始經營時 - ）
- 第二章《精靈間的傳言》（2006年11月29日 - ）
- 第三章《聖殿守護者》（2007年5月23日 - ）
- 第四章《王者的榮耀》（2007年11月14日 - ）
- 第五章《無界之門》（2008年6月25日 - 至今）

飄流幻境於2005年陸續開放寵物轉生系統，但在2012年時卻停止更新，至今依然沒有動作，許多寵物都沒開放到轉生系統，如:鈴音、路易斯、夏綠蒂，等。
以目前的情況來看網龍公司的更新進度不符合玩家的需求。

## 系统
和一般的的大型多人角色扮演游戏类似，玩家将选定一个角色，击败敌人、完成各种任务、搜集道具以强化自己并和其他玩家角色交互。游戏中有多种身份不同的角色可供玩家选择，他们除了性格不同外，亦能装备不同的道具。
游戏以荒岛求生为主题，玩家可以通过搜集素材，并通过合成系统制作金龜車、熱氣球等交通工具。

### 屬性與技能
在飄流幻境的世界中，大致分為地、水、火、风四大屬性。属性之间存在克制关系，如地克水、水克火。依據自己和敵方屬性不同，技能的威力也大不相同。一些角色没有属性，与四大属性没有相克关系。
依屬性不同，技能也將有所不同。技能共有三條分支，由左到右依序可分為物理攻擊系、魔法攻擊系和輔助系，玩家等級達到2~4等會陸續學會三系技能的第一招，接著就能依照技能說明的配點來學習更強的技能。技能可以藉由不斷施放來增加技能等級，技能等級越高施放效果越好，而達到滿級時也會學習到更進階的技能。而攻擊型的技能有三種階級，普通技能滿級時會學到「改」，而「改」滿級會學習到「真」。除了傷害會有大幅度的提升之外，有些技能也會增加攻擊範圍。
在飄流幻境的世界中有部分特殊技能是必須透過任務學習的。

### 小屋系統
玩家可在克蘭村跟占卜婆婆領取帳篷，而帳篷即是玩家的小屋，可依個人喜好自在裝修、生產，亦可製作貨架、自動販賣機、轉蛋機等家具讓小屋瞬間變商店。

## 場景介紹

### 新手海灘
從荒島飄流至北島時的第一個到達點，一般簡稱新海，可以從右下角的系統選項中的回重生點快速到達，另外若是在海上時交通工具損壞的話會立刻飛回新手海灘。

### 北島
一開始的新手島嶼，島上有克蘭村和威靈村兩個村落，並有卡瑪那瓦山和往南島地底通道。

### 南島
島上有基督村一個村落，並有農場和珂克山洞。

## 登場人物

### 玩家角色[18][19][20]
| 角色名稱 | 專屬技能     | 角色簡介 |
| -------- | ------------ | --- |
| 凡妮莎   | 大巴掌       | 高中資優生，在課堂上及讀書的時候會十分的專注，但平常時卻是個有點糊塗、容易把事情搞砸的少女。內心隱藏著十分堅強的意志。               |
| 丹尼爾   | 過肩摔       | 隨處漂泊的旅人，臉上總是維持著冷漠的表情未曾變過。不過只要問起他的過往，他就會刻意略過，這點到現在還沒有人知道是什麼原因。           |
| 貝蒂     | 飛躍         | 在一場無情的大火中失去父母之後，被好心的馬戲團團長收養。最喜歡待在熱鬧的地方，是個靜不下心的小女孩。有著絕妙的平衡感、俐落的身手。   |
| 妮娜     | 愛心祝福     | 家境富裕的小孩，喜歡閱讀各種書籍來充實自己的知識。溫柔文靜的個性讓她在任何地方都得到長輩的喜愛。                                     |
| 洛克     | 召喚狗群     | 出身於農村的小男孩，從小機靈過人，並略懂於動物之間的對話，也因此喜歡小動物，特別是狗狗。                                             |
| 席德     | 三段式突刺   | 一個搏擊選手，只要遇到有人欺負弱小的事，就會毫不猶豫的挺身而出。有著好身手卻不驕傲自大，讓他走到哪都受人歡迎。                       |
| 莫爾     | 烈酒焰       | 一個頂尖的調酒師，可以在看到顧客的第一眼，就立即調配出合適的雞尾酒。沉著而穩重的個性，讓女性顧客為之瘋狂。                           |
| 莉可     | 疾駛         | 是運動神經發達、帥勁十足的女性，熱衷於賽車，是有著豪爽性格的人。平常是沉著而冷靜，只要談到喜歡的事物，說話的語氣和方式都會跟著改變。 |
| 紺野鶴子 | 火舞         | 在日本傳統家庭長大的獨生女，倍受長輩疼愛，正努力學習花道以傳承悠久的日本文化。                                                       |
| 愛麗絲   | 轟炸機攻擊   | 身為郵輪服務員的她熱於助人。由於亮麗的外表、成熟穩重，常常收到旅客贈送的鮮花禮物，成為工作團隊中人氣指數第一的員工。                 |
| 瑪莉亞   | 二體輕微治療 | 在船上駐診的護士，可以很快處理各種意外狀況，再棘手的病人，她都有方法使其安靜下來。另外，她最喜歡用針筒去嚇調皮的小孩。               |
| 潔西卡   | 音符         | 出身在原為世襲爵位的歐洲貴族家室內。自小就接受英才教育，集文靜優雅於一身的大小姐。對於音樂方面有相當的天份。                         |
| 卡琳     | 護衛管家     | 父親是日本人，母親是德國人。從小就在富裕的家庭中長大，是個完完全全的千金大小姐。雖然有著強硬以及高傲的態度，但是個性非常直率。       |
| 鐵十藏   | 一槌入魂     | 年輕但卻擁有非常熟練技能的工匠。沉默寡言、非常安分地持續磨練自己的技能。基本上，雖然話不多，但非常有人情味，無法不幫助有困難的人。   |
| 布蕾雅   | 丟餐盤       | 隱藏角色，是玩家剛創造角色進入遊戲時，在船艙裡的吧檯小姐，覺得自己的工作煩悶，想要和玩家交換身分到外頭看看。                         |

### 人寵
所謂的人寵是指在飄流各地中完成任務即可加入隊伍的夥伴，在遊戲中他們扮演著星宿的角色，有著消滅黑暗力量的效果，只要是星宿身上一定會有星座的記號，而星宿有著不可逃避的命運，當他們完成自己應該完成的任務時就會升上天化為星宿。

#### 地
小蘭
屬性：地
技能：土岩之牆、孤星、獄蝕俱裂（轉生技能）
在克蘭村與奶奶相依為命的女孩，一出生就被占卜婆婆預言會帶給周遭的人厄運。
玩家遇見她時，小蘭和奶奶正被強到威脅，玩家打跑了那群強盜，卻在村外發現強盜們綁架了小蘭，從對話中得知那群強盜把奶奶打得奄奄一息了。玩家出手相救，老奶奶在死前將小蘭交給了玩家，請玩家好好保護她的孫女，從此小蘭便加入玩家的隊伍同行。
麥哲倫
屬性：地
技能：狂岩擊·改、護盾術、爆岩擊(轉生技能)
著名的大航海家，在航行途中多次與海盜起衝突，最後被黑鬍子綁架，玩家便到海盜船上救麥哲倫，也讓麥哲倫加入了隊伍。
註:需有克里夫才能觸發此任務。
艾琳
屬性：地
技能：狂亂擊、等離子機槍、等離子光束砲（轉生技能）
玩家在基督村的一個井附近聽見奇怪的聲響，於是拿了繩梯下去井底下探個究竟。居然發現井下有著一群外星人的實驗室，也因為這樣偶然與艾琳相遇。擊敗外星人之後給艾琳穿上了一件玩家從民宅房間裡撿到的洋裝，加入了玩家的隊伍。
註：艾琳未著武器才可使用狂亂擊；艾琳的武器為槍、砲時才可使用等離子機槍。
玩家30等時可至恐龍島的洞穴內打敗一大排的恐龍後跟實驗室的博士拿取艾琳的專屬武器：等離子機槍。
艾琳40等時可去恐龍島洞穴裡拯救被外星人襲擊的博士，戰鬥完後可拿到艾琳的晶片。

#### 水
妮絲
屬性：水
技能：天雷、回魔咒、冰雪雷（轉生技能）
玩家在北島遇見的神祕女孩，遇見時躺在樹底下，說著玩家不懂得語言，但真實身分是神族與人族的混血，也因此擁有大量的法術能量，在遊戲中與妮絲結伴後也開始尋找妮絲失去的記憶。
妮絲大概全飄流人寵中一等素值最差的，由於成長極為困難，因此在飄流幻境剛問世時妮絲實在是乏人問津。但在轉生系統的開放，練功島的發達，高等級的妮絲有著飄流人寵中不可或缺的範圍法術以及高傷害的單體魔法。
莎莎
屬性：水
技能：水之刃·改、冰凍術、凍球術（轉生技能）
玩家在瑪雅巧遇傳說的活人儀式，而莎莎今年正好被獲選為祭品，在莎莎被祭司推下井底後，玩家為了完成莎莎父母的遺願，至少能夠看見女兒的屍體，因此也一同跳下井底，但發現這根本是祭司的陰謀，而且還發現祭司根本不是人，全都是外星人，在玩家打敗祭司後，莎莎父母知道女兒無法繼續在村裡頭待下去了，要求玩家帶著莎莎。
莎莎死亡：莎莎於瑪雅神秘洞穴可處發死亡任務。當玩家與莎莎一同探險時無意間觸發洞穴陷阱，看懂古瑪雅文的莎莎知道想脫困必須以活人的心當祭品，於是莎莎犧牲了自己讓玩家得以脫困。
加奈子
屬性：水
技能：神樂、回復術、空降箭（轉生技能）
玩家在日本鄉村遇到一位極有正義感的女子，有著精準的箭術，一開始玩家誤放生了加奈子要給村民當晚餐的兔子，後來玩家以握壽司補償加奈子。而在日本的森林中賭場老闆打算抓走一位欠債父親兒子的時候，加奈子挺身而出，而玩家也隨著加奈子打退賭場保鏢，加奈子對玩家的行為極為欣賞因此選擇跟隨玩家。
安琪拉
屬性：水
技能：真·狂雷招來、聖癒之光、聖光天雷（轉生技能）
安琪拉為天界第五次元之座天使，有著亮麗的外表，一對純白的天使翅膀，同時也是三大神器光之盾的繼承人。在取得夏綠蒂後，玩家可以前往恐龍島的不歸谷完成天使安琪拉的考驗，而在相關任務中安琪拉會遇到姐姐米西亞，並給予安琪拉自己的臂環，幫助救世主尋找冥王的所在，而在復活島安琪拉天界的小精靈，得知天界寶物被天魔以及一群墮天使搶走，玩家可前往印加洞穴打敗天魔，完成這些死任的必備因素(?)
此寵最大的賣點就是強大的補血能力，在戰場上猶如一位萬能的補血天使，現轉生系統已開放。
薩爾斯
屬性：水
技能：怒狼狂擊、水鏡之盾、狂狼雷怒（轉生技能）
在基督村化身成白狼的薩爾斯被玩家拯救，之後在基督村長家得知南島的盜賊巢穴，當玩家前往探勘時被盜賊暗算關在牢中，這時化身成狼的薩爾斯也幫助玩家脫困，並幫助玩家打敗盜賊，從此與玩家結伴。
路易斯
屬性：水
技能：快槍四連發、狙擊
在象徵自由的雅典城遇到的神槍手路易斯，當酒吧老闆被一群混混找麻煩時，路易斯便與玩家一同擊敗混混，擊敗混混後路易斯離開了酒吧，卻遺落了他的懷錶，後來路易斯沒錢還旅館老闆準備被抓走時，玩家可以給路易斯懷錶拿去抵債，從此路易斯也跟隨著玩家。
維納斯
屬性：水
技能：女神細語、女神之怒
在希臘神話中象徵的愛與美的女神。玩家在羅馬巧遇一群羅馬士兵準備殺掉一隻獨角獸，原因是聽說喝了獨角獸的血能永生不死。玩家在擊退羅馬士兵後，維納斯便會現身感謝玩家並給予自己的百合花。在拯救阿波羅之戰，玩家不敵六冥將的威脅，維納斯也現身替玩家治療身上的痛，在擊敗六冥將後玩家可以選擇維納斯加入隊伍。
貞德
屬性：水
技能：閃烈疾、真·逆流擊

#### 火
蘿卡
屬性：火
技能：五芒星閃·改、羅剎彎刀 (原始技能) 、X爆裂斬（轉生技能）
克蘭村村長的女兒，為了幫助玩家通過克蘭村村長的考驗而加入玩家的隊伍，若在玩家完成考驗後重新跟蘿卡講話就可以重新邀她入隊。
後來村長為了保護蘿卡不被弗雷德傷害而犧牲自己引發禁咒，升上星盤變為人馬座。
弗雷德
屬性：火
技能：異次元爆烈、怒雷爆裂 (原始技能) 、炙鷹爆烈（轉生技能）
初登場於威靈村，為了取得某種寶，讓蘿卡的爸爸引發禁咒而因此成為羅卡的復仇追捕對象。與妮絲是兄妹，這對兄妹的命運可說是十分悲慘，哥哥弗雷德誤信冥王而被利用。當被蘿卡追殺到絕境時，妹妹為了拯救即將被蘿卡殺掉的哥哥，替佛雷德擋下了刀子而因此死亡。弗雷德為了完成妹妹最後的心願，幫助玩家對抗冥王而加入玩家隊伍。蘿卡誤殺了與自己最親密的妮絲，也在妮絲臨終前答應原諒弗雷德，繼續幫助玩家。
伊娃
屬性：火
技能：闇炎、混亂術、烈鷹狂嘯 （轉生技能）
存在於魔界的小惡魔。帶著象徵著「戒律」的惡魔叉要來刺殺身為救世主的玩家，其真實身分為三大神器——魔瑪之石、光之盾、闇之劍之中的闇之劍擁有者，而她要是沒完成任務也不得返回魔界。
玩家在吳哥窟取得神秘鑰匙之後即可前往印加，觸發任務後伊娃會從瓶子中蹦出來，要求玩家加入惡魔界，但玩家不肯，伊娃原本想強行帶走玩家卻被玩家打敗，依娃也以要跟著玩家直到玩家願意加入惡魔界為理由加入玩家。
燕玲
屬性：火
技能：火靈斬、熾焰武力 (原始技能) 、紅炎狂龍破（轉生技能）
七次下西洋的宦官鄭和的養女，有著正義的個性。一開始在鄭和船上，玩家被燕玲誤認成綁架父親的人，後來才得知是海盜頭目札多拉作的事情，玩家成功救出鄭和後，燕玲也以監視玩家的名義加入玩家。
但其死亡任務相當悲慘，第2次札多拉為了盜取大明水軍的黃金再次綁架鄭和，札多拉為了使自己更強喝下在南洋取得的魔化藥水，最後被玩家擊敗後，札多拉以炸藥抓走燕玲，並與燕玲同歸於盡。
雅典娜
屬性：火
技能：天罰、女神之怒
在希臘神話中象徵著戰鬥與智慧的女神，在雅典城得知傳說中的神話怪物米諾桃諾斯，威脅雅典城必須交出一對男女當做食物，否則即將破壞雅典城。玩家可前往黑利特島擊敗神話怪物，擊敗後雅典娜會現身與玩家見面，並把米諾桃諾斯帶走。在六冥將鬥爭中，雅典娜給予玩家擊敗六冥將的力量，戰鬥結束後玩家可以選擇雅典娜或是維納斯作為自己的夥伴。
女神寵物一拿到就有50等！而素質也是人寵中屬一屬二的，其中雅典娜的質素堪稱飄流人寵第一。

#### 風
克里夫
屬性：風
技能：旋擊、影殺·改、暴風擊（轉生技能）
克里夫為一名海盜。玩家在克蘭村擊敗綁架小蘭的克里夫後，會在南島的海盜洞遇到克里夫，玩家擊敗海盜群後，克里夫會認為玩家很強因此改邪歸正加入玩家，是相當好入手的寵物。
死亡：玩家與蘿卡雖在基督村酒吧打聽到蘿卡仇人弗雷德的消息，卻聽不懂地方的別稱，所幸克里夫知道那是海盜專有的術語（其實就是指復活島）。玩家前往復活島後正要前往挑戰弗雷德時，卻出現大批守衛，而克里夫為了幫助玩家跟蘿卡能成功找到弗雷德而拖住了守衛，雖然弗雷德最後以戰敗逃跑收場，但克里夫卻因為與敵方大量人戰鬥後身亡，成功保住了玩家與蘿卡的計劃。
娜琪拉
屬性：風
技能：真·風切術、麻痺術、凝氣砲（轉生技能）
娜琪拉從小被父母遺棄，幸虧遇到一位男子收留他。玩家在馬亞發現娜琪拉的哥哥被祭司的爪牙打傷後，娜琪拉便被祭司帶到瑪亞密洞，後來才得知祭司是外星人，企圖殺害娜琪拉奪取她的心，在玩家打敗祭司後娜琪拉的哥哥也託負娜琪拉給玩家。
鈴音
屬性：風
技能：襲風斬、咒縛術
玩家在日本關西遇到的小女孩，跟薩爾斯一樣同為獸族，具有化身為貓咪的能力，在劇情中於關西山洞受到野狼群的襲擊，剛好遇到玩家與薩爾斯，在幫忙鈴音趕走野狼群後，為了跟隨薩爾斯而加入玩家的隊伍。
疾風
屬性：風
技能：手裡劍、刺殺、風旋殺（轉生技能）
本為黑川涼介的手下，卻在一次任務中領悟了忍者的真諦，毅然決定脫離組織後，被黑川涼介下了追殺令。玩家在一次追殺中救了疾風，並說服疾風一起來對抗黑川涼介。
魯賓遜
屬性：風
技能：烈風旋殺、卸牆咒
玩家漂流至荒島時所結識的大叔，在飄流幻境Online中給了玩家一個木筏但並未跟隨玩家離開，但在新飄流幻境Online中加入了玩家的隊伍，留下一隻大老虎在荒島上。

### 獸寵
小猴子
屬性：地
技能：丟香蕉、無敵頭鎚
玩家在新手海灘旁邊的椰子樹上發現的，好像跟父母走散了，於是玩家決定幫他找回家人，在威靈村旁邊的樹林找到了家人，但威靈村的長老想將小猴子及其家人殺害，最後玩家打敗了長老的部下還有被施咒的小猴子，跟小猴子告別後小猴子送給玩家血牙項鍊和香蕉皮3個。
亞雷斯
屬性：火
技能：噴火、火爆狂爪
夏綠蒂
屬性：風
技能：雷球閃電、隱形術
來自異世界的小精靈，擁有鬼靈精怪的小頭腦，是飄流中惟一一個不需要與女神訂下契約而擁有女神技能的寵物。雖然有著人的外表，但官方設定是屬於獸寵而非人寵，在吳哥窟與小精靈玩完小遊戲後可獲得大幅提升夏綠蒂速度的臂環。

## 營運
除了在臺灣營運外，亦有向海外發展。
臺灣（繁體中文）－2005年12月14日～
大陸（简体中文）－2006年5月28日～2015年10月12日
日本（日語）－2007年12月3日～2013年9月24日
北美（英文）－2008年5月9日~2019年1月15日
泰國（泰文）－2008年1月25日～2012年9月1日
港澳（新飄流幻境）（繁體中文）－2013年3月21日～
大陸（新飄流幻境）（简体中文）－2013年8月22日內側～